# 布利茲紐基
48°51′24″N 36°33′18″E / 48.85667°N 36.55500°E
布利茲紐基是烏克蘭東部哈爾科夫州洛佐瓦區布利兹纽基市镇内的鎮及其行政中心。曾是原布利茲紐基區的区府。始建於1957年，海拔高度187米，面積3.8平方公里，2001年人口4,939，人口密度每平方公里1,299.7人。